# Остроумов, Сергей Игнатьевич
Серге́й Игна́тьевич Остроу́мов (4 июля 1908, Чекуры, Чебоксарский уезд, Казанская губерния, Российская империя — 22 марта 1975, Йошкар-Ола, Марийская АССР, РСФСР, СССР) — советский партийный и административный деятель. Заместитель Председателя Совета Министров Марийской АССР (1941—1942, 1954—1968), председатель Йошкар-Олинского горисполкома Марийской АССР (1942—1943), секретарь Марийского областного комитета ВКП(б) (1944—1951).

## Биография
Родился 4 июля 1908 года в выселке Чекуры Чебоксарского уезда Казанской губернии (ныне г. Звенигово Республики Марий Эл) в рабочей семье. В 1929 году окончил Звениговскую школу Марийской автономной области.
В 1933 году начал работать плановиком-экономистом, затем ― председателем планового отдела Звениговского райисполкома МАО. В 1939 году стал управляющим вновь организованного Рыбного треста Марийской АССР. В 1939—1941 годах был председателем Волжского райисполкома, в 1942—1943 годах — председателем Йошкар-Олинского горисполкома. 
В 1941—1942, 1954—1968 годах — заместитель председателя Совета Министров Марийской АССР. В 1944—1951 годах был секретарём Марийского обкома ВКП(б). В 1954 году окончил Высшую партийную школу при ЦК КПСС.
В 1947—1971 годах, на протяжении 6 созывов, избирался депутатом Верховного Совета Марийской АССР.
Его многолетняя и плодотворная общественно-политическая деятельность отмечена орденами Трудового Красного Знамени, «Знак Почёта», Отечественной войны I степени, медалями, а также Почётной грамотой Президиума Верховного Совета Марийской АССР (дважды).

## Награды
- Орден Трудового Красного Знамени (1951)[1]
- Орден «Знак Почёта» (1966)[1]
- Орден Отечественной войны I степени (1946)[1]
- Медаль «За доблестный труд. В ознаменование 100-летия со дня рождения Владимира Ильича Ленина» (1970)
- Почётная грамота Президиума Верховного Совета Марийской АССР (1957, 1968)[1]